# هیلی باربر
هیلی باربر (انگلیسی: Haley Barbour؛ زادهٔ ۲۲ اکتبر ۱۹۴۷) سیاست‌مدار اهل ایالات متحده آمریکا است.